# A Doll's House (film, 1922)
Pour les articles homonymes, voir A Doll's House.
Pour plus de détails, voir Fiche technique et Distribution.
A Doll's House est un film muet américain réalisé par Charles Bryant et sorti en 1922.

## Synopsis
Quelques années plus tôt, Nora Helmer a commis un faux pour sauver la vie de son mari Torvald. Depuis, elle vit dans la hantise que celui-ci, être autoritaire, ne découvre la vérité et que la honte éclabousse sa carrière…

## Fiche technique
- Réalisation : Charles Bryant
- Scénario : Alla Nazimova, d'après la pièce Une maison de poupée d'Henrik Ibsen
- Chef-opérateur : Charles Van Enger, Paul Ivano (seconde équipe)
- Direction artistique et costumes : Natacha Rambova
- Production : Alla Nazimova
- Durée : 70 minutes
- Date de sortie :
  - États-Unis : 12 février 1922

## Distribution
- Alan Hale : Torvald Helmer
- Alla Nazimova : Nora Helmer
- Nigel De Brulier : Docteur Rank
- Elinor Oliver : Anna
- Wedgwood Nowell : Nils Krogstad
- Clara Lee : Ellen
- Florence Fisher : Mrs Linden
- Philippe De Lacy (en) : Ivar
- Barbara Meier : Emmy